# Implied Bill of Rights
Az Implied Bill of Rights (Burkolt, implikált jogok törvénye) a kanadai jogtudomány egy elmélete amely elismeri hogy bizonyos alapvető elvek találhatóak Kanada alkotmányában. A jogok és szabadságok kanadai chartája elfogadása előtt többet utaltak rá, de továbbra is fontos a parlamenti felsőbbség a felülbírálási hatalom kérdéseiben, és szerepet játszott a Reference re Secession of Quebec [1998] 2 S.C.R. 217. ügyben adott indoklásban is.
A burkolt jogok törvényének fogalma a kanadai föderalizmusból származik. Amikor a tartományi törvényhozás olyan törvényeket hoznak amelyek sértenek bizonyos alapvető jogokat, mint a szólásszabadság, gyülekezési- vagy vallásszabadság, akkor azok érvénytelenek. Mivel a bíróságok alkotmányellenesnek találták az ilyen törvényeket, a különböző szerzők kimutatták hogy létezik egy implicit jogok törvénye az alkotmányban.
Bizonyos alkotmánytudósok a Constitution Act, 1867 preambulumára hivatkoznak amely szerintük biztosítja az implied bill of rights létezésének indokait. A preambulum idevonatkozó része szerintük:
Tekintve hogy Kanada, Új-Skócia és New Brunswick tartományok kifejezték igényüket hogy föderálisan egyesítve legyenek egy domíniumban Nagy Britannia és Írország Egyesült Királyságának Koronája alatt egy olyan alkotmánnyal mely elvben hasonlít az Egyesült Királyságéra […]
Bizonyos szerzők azt az álláspontot vallják, hogy az „elvben hasonlít” („similar in principle”) azt jelenti, hogy Kanadának a közakarat, szabad sajtó és szólásszabadság hatása alatt álló parlamentáris kormányzata kell legyen. Ebből következően az olyan törvény mely megsemmisíti a polgárok vitatkozási, gyülekezési és egyesülési szabadságát ellentétes lenne Kanada demokratikus parlamenti berendezkedésével. Ez egy további alátámasztást nyújt egy a kanadai alkotmányban létező burkolt jogok törvényére.
A Legfelsőbb Bíróság ismét utalt a burkolt jogok törvényének elméletére a Reference re Remuneration of Judges of the Provincial Court of Prince Edward Island [1997] 3 S.C.R. 3 (Provincial Judges Reference) állásfoglalásában. A bíróság utalt a chartára és az implied bill of rights elméletre is annak megállapításában hogy a kormányoknak nincs joguk korlátozni az igazságszolgáltatás függetlenségét. A többségi vélemény szerint az implied bill of rights funkciója a charta elfogadása után az alkotmány kimondott szövegében lévő „lyukak betömése.” Bár a bíróság szerint az elmélet alkalmas a bírói függetlenségben rejlő lyukak betömésére, a döntésében mégis a chartára támaszkodott.
A Provincial Judges Reference (Tartományi bírók állásfoglalás) ügyben kifejtett nézetek tovább lettek fejlesztve a Reference re Secession of Quebec, [1998] 2 S.C.R. 217 (Állásfoglalás Québec elszakadásáról) ügyben. Ezt a két ügyet együtt az íratlan alkotmányos elvek kitágítóinak tartják. Az 1867-es preambulum és a kanadai alkotmány (benne a később hozzáadott chartát) egységes egészként értelmezendő. Az alkotmány kimondott rendelkezései a mélyben fekvő, rendező elveknek a kifejtései. Ezek az íratlan elvek befolyásolhatnak „egy alkotmányos vitát amely az alkotmányos szöveg kimondott rendelkezéseiben rejlő lyukak betömésével jár,” és melyek „bizonyos körülmények között alkalmat adnak jelentős jogi kötelezettségeknek” melyek „kötelező erejűek mind a bíróságokra, mind a kormányokra.” A Provincial Judges Reference állásfoglalásában a bíróság még nem használta fel a preambulumot új alkotmányos kötelezettségek vagy korlátok kimondására. Lamer legfelsőbb bíra hosszú véleményében visszavezette a kanadai alkotmányelméletet az alkotmányban implicit módon szereplő jogok modelljéhez melyet először az Alberta Press,Saumur és Switzman ügyekben fejtettek ki. E modell szerint a fontos jogi hatások, köztük alkotmányos kötelezettségek és korlátok, hozhatóak létre az alkotmány implikált részeként létező Bill of Rightsszal (jogok törvényével), teljesen függetlenül az írott alkotmány alkalmazásától.

## Fordítás
- Ez a szócikk részben vagy egészben az  Implied bill of rights című angol Wikipédia-szócikk ezen változatának fordításán alapul.  Az eredeti cikk szerkesztőit annak laptörténete sorolja fel. Ez a jelzés csupán a megfogalmazás eredetét és a szerzői jogokat jelzi, nem szolgál a cikkben szereplő információk forrásmegjelöléseként.